# Nobuyuki Nishi
Nobuyuki Nishi (jap. 西伸幸 Nishi Nobuyuki; ur. 13 lipca 1985 w Kawasaki) – japoński narciarz dowolny. Jego największym sukcesem jest srebrny medal w jeździe po muldach podwójnych wywalczony podczas mistrzostw świata w Inawashiro w 2009 roku. Zdobył również brązowy medal w tej samej konkurencji zdobyty na mistrzostwach świata w Deer Valley dwa lata później. W 2010 roku zajął dziewiąte miejsce na igrzyskach olimpijskich w Vancouver. Podczas rozgrywanych cztery lata później igrzysk w Soczi był czternasty. Najlepsze wyniki w Pucharze Świata osiągnął w sezonie 2006/2007, kiedy to zajął 47. miejsce w klasyfikacji generalnej. W 2003 roku zdobył złoty medal w jeździe po muldach podczas mistrzostw świata juniorów w Marble Mountain.

## Osiągnięcia

### Igrzyska olimpijskie
| Miejsce | Dzień     | Rok  | Miejscowość | Konkurencja      | Zwycięzca          |
| ------- | --------- | ---- | ----------- | ---------------- | ------------------ |
| 9.      | 14 lutego | 2010 | Vancouver   | Jazda po muldach | Alexandre Bilodeau |
| 14.     | 10 lutego | 2014 | Soczi       | Jazda po muldach | Alexandre Bilodeau |
| 19.     | 12 lutego | 2018 | Pjongczang  | Jazda po muldach | Mikaël Kingsbury   |

### Mistrzostwa świata
| Miejsce | Dzień       | Rok  | Miejscowość          | Konkurencja      | Zwycięzca                 |
| ------- | ----------- | ---- | -------------------- | ---------------- | ------------------------- |
| 20.     | 9 marca     | 2007 | Madonna di Campiglio | Jazda po muldach | Pierre-Alexandre Rousseau |
| 20.     | 10 marca    | 2007 | Madonna di Campiglio | Muldy podwójne   | Dale Begg-Smith           |
| 4.      | 7 marca     | 2009 | Inawashiro           | Jazda po muldach | Patrick Deneen            |
| 2.      | 8 marca     | 2009 | Inawashiro           | Muldy podwójne   | Alexandre Bilodeau        |
| 18.     | 2 lutego    | 2011 | Deer Valley          | Jazda po muldach | Guilbaut Colas            |
| 3.      | 5 lutego    | 2011 | Deer Valley          | Muldy podwójne   | Alexandre Bilodeau        |
| 33.     | 6 marca     | 2013 | Voss                 | Jazda po muldach | Mikaël Kingsbury          |
| 17.     | 8 marca     | 2013 | Voss                 | Muldy podwójne   | Alexandre Bilodeau        |
| 18.     | 18 stycznia | 2015 | Kreischberg          | Jazda po muldach | Anthony Benna             |
| 22.     | 19 stycznia | 2015 | Kreischberg          | Muldy podwójne   | Mikaël Kingsbury          |
| 24.     | 8 marca     | 2017 | Sierra Nevada        | Jazda po muldach | Ikuma Horishima           |
| 26.     | 9 marca     | 2017 | Sierra Nevada        | Muldy podwójne   | Ikuma Horishima           |

### Puchar Świata

#### Miejsca w klasyfikacji generalnej
- sezon 2001/2002: 117.
- sezon 2003/2004: 155.
- sezon 2004/2005: 123.
- sezon 2005/2006: 185.
- sezon 2006/2007: 47.
- sezon 2007/2008: 64.
- sezon 2008/2009: 87.
- sezon 2009/2010: 57.
- sezon 2010/2011: 54.
- sezon 2011/2012: 99.
- sezon 2012/2013: 130.
- sezon 2013/2014: 83.
- sezon 2014/2015: 70.
- sezon 2015/2016: 153.
- sezon 2016/2017: 144.
- sezon 2017/2018: 95.

#### Miejsca na podium
1. Voss – 2 marca 2007 (jazda po muldach) – 2. miejsce